# Naturschutzgebiet Diersfordter Wald
Koordinaten: 51° 42′ 51″ N, 6° 33′ 32″ O

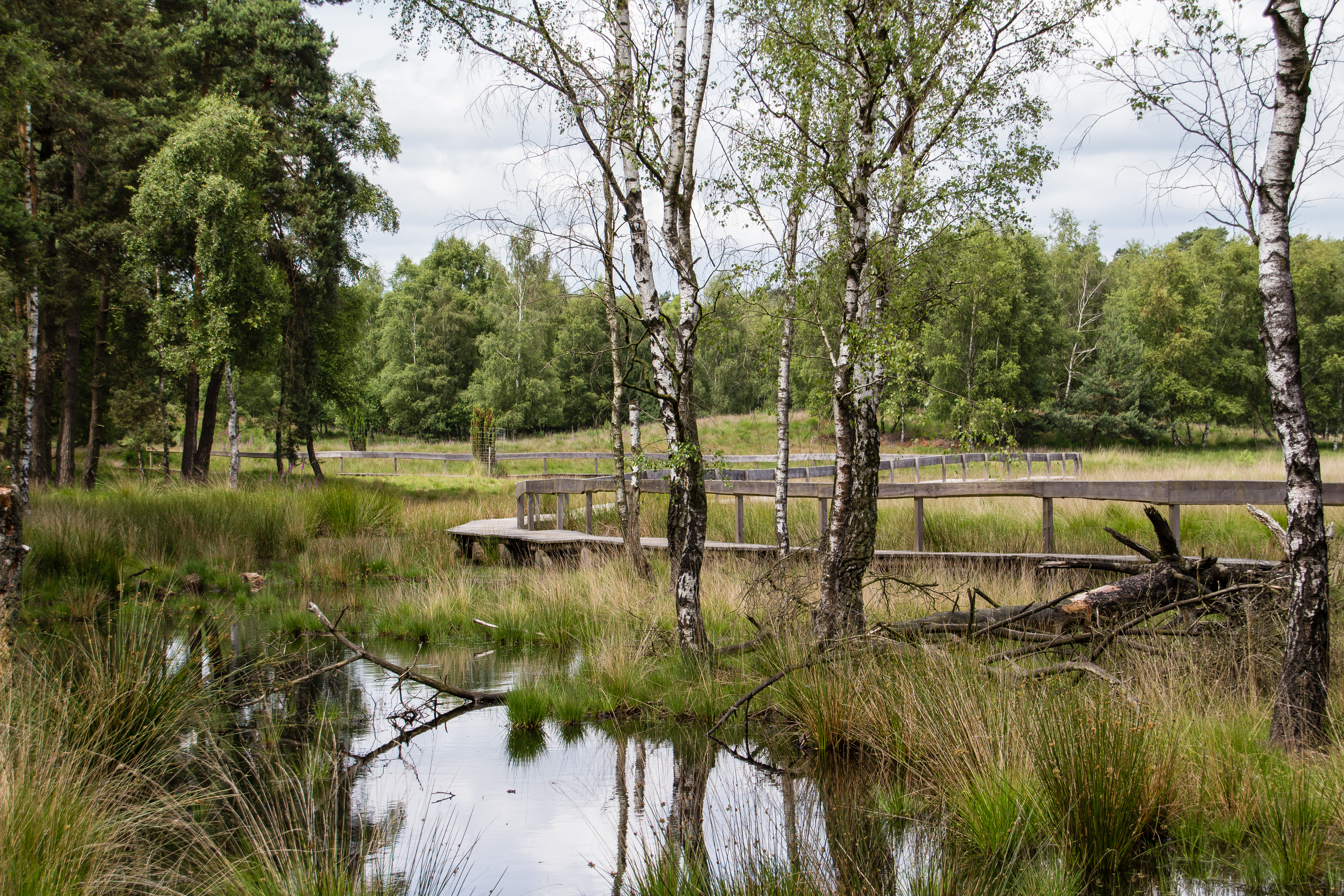
Naturschutzgebiet Diersfordter Wald (Juni 2014)

Das Naturschutzgebiet Diersfordter Wald liegt auf dem Gebiet der Städte Hamminkeln und Wesel im Kreis Wesel in Nordrhein-Westfalen. Es umfasst u. a. die Bereiche der ehemaligen Naturschutzgebiete Großes Venn, Schnepfenberg und Schwarzes Wasser.
Das Gebiet erstreckt sich südwestlich der Kernstadt Hamminkeln und nordwestlich der Kernstadt Wesel. Durch das Gebiet hindurch verläuft die Landesstraße L 480, am westlichen Rand und durch das Gebiet hindurch verläuft die L 7. Östlich verlaufen die B 473 und die A 3. Westlich fließt der Rhein und östlich die Issel.

## Bedeutung
Für Wesel ist seit 1936 ein 926,60 ha großes Gebiet unter der Kenn-Nummer WES-007 als Naturschutzgebiet ausgewiesen. Das Gebiet wurde unter Schutz gestellt, um das Waldgebiet mit seinen charakteristischen Biotopstrukturen und Lebensgemeinschaften zu erhalten, zu entwickeln und wiederherzustellen.